# Haras de Blida
Le haras de Blida est un projet de haras en Algérie évoqué à partir de 1844, puis créé en 1852, sous l'occupation coloniale française. 

## Histoire
En 1852, le haras de Blida reçoit un fameux étalon arabe nommé El-Haz, cadeau du sultan à Napoléon III, dont la généalogie remonte à Fathmé, jument du Prophète. Le 11 mai 1865, il reçoit une visite de l'empereur Napoléon III. En 1871, Blidah est décrit comme un haras important, avec un dépôt de remontes, des courses annuelles, et un jardin public à partir duquel
sont fabriquées des essences.
En 1880, ce haras reste l'un des trois établissements hippiques militaires de l'Algérie, avec ceux de Mostaganem et de Constantine.

## Description
Le haras est décrit en 1948 : on y accède par une vaste cour ensablée et ratissée ; au centre, sous une pergola fleurie, se trouvent un jet d'eau et des platanes centenaires. Les box des chevaux s'y trouvent. Tout au fond, un bâtiment à deux étages surmonté d'une tour trapue sert de logement aux chefs de la station.
Dirigés par l'administration des haras, celui de Blida relève du ministère de l'agriculture.

## Rôle
Ce haras conserve et optimise les races de chevaux de l'Algérie pour les usages recherchés : il compte des chevaux Barbe, Arabe-Barbe et Breton-Barbe. L'élevage du mulet est une autre de ses fonctions. Il distribue des primes aux éleveurs de chevaux.

## Dans la culture
Louise Vallory raconte, en 1863, l'hilarité d'un Algérien lorsqu'il a vu un ânon du haras de Blida portant une sorte de tunique pour le protéger des insectes ; l'autrice écrit ensuite que « les Arabes ne soignent pas leurs chevaux » et ont « quelque chose de métallique dans le regard comme dans le cœur ».